# Трайко Соколов
Трайко Соколов (9 септември 1951 – 5 юни 2019) е бивш български футболист, полузащитник. Клубна легенда на Локомотив (София). Играл е също в ЖСК Славия, Родопа (Смолян), Ботев (Пловдив), Миньор (Перник) и малтийският Хибърниънс. Има общо 265 мача с 35 гола в А група. Изиграва 4 мача и вкарва 1 гол за националния отбор.

## Биография
Соколов е юноша на Локомотив (София). След обединението със Славия в началото на 1969 г. играе за кратко в ЖСК Славия. Именно там дебютира в А група. Това се случва през сезон 1970/71, когато участва в срещата с Чардафон-Орловец (Габрово).
Като войник Соколов играе за Родопа (Смолян). През 1972 г. е привлечен в Ботев (Пловдив), където остава няколко месеца и записва 7 мача с 1 гол в първенството.
В края на 1972 г. Соколов се завръща в родния си клуб Локомотив (София), който вече е възстановил самостоятелното си съществуване. Става основен халф в състава на червено-черните през следващите 10 години. През 1973 г. с отбора печели Балканската купа, а през 1974/75 достига до финала за националната купа. Титуляр в състава на Локомотив, който през сезон 1977/78 става шампион на България. По време на кампанията изиграва 26 мача и бележи 5 гола. Общо в А група записва за клуба 257 мача, в които вкарва 34 попадения. Има на сметката си също 11 мача с 1 гол в евротурнирите – 4 мача в КЕШ, 5 мача с 1 гол в Купата на УЕФА и 2 мача в КНК.
През 1982 г. преминава във втородивизионния Миньор (Перник). За един сезон изиграва 20 мача и вкарва 3 гола в Б група. След това заиграва за малтийския Хибърниънс, където слага край на кариерата си.

## Успехи
Локомотив (София)
- А група:
  -  Шампион: 1977/78

- Балканска купа:
  -  Носител: 1973